# A HOUSE CAT
《A HOUSE CAT》為林原惠於1998年9月4日發行的第20張單曲。由King Records發行、販售（KIDA-165）。

## 概要
於1998年發行的第4張單曲。在Oricon週單曲排行榜初登場即獲得第6名，自《Successful Mission》以來連續7作進入前10名（登場次數6次）。並且，在文化放送的《FRIDAY SUPER COUNTDOWN 50》節目中，同年9月4日和9月11日橫跨2週最高得到第3名。
於動畫歌曲相關排行榜《SOMETHING DREAMS Multimedia Countdown》登場第4週開始，連續6週蟬聯第1名。登場第9週時加上次作《Proof of Myself》，獨占排行榜第1、2名，次週因新作《Proof of Myself》發行而漸漸從榜上消失。

## 收錄曲
1. A HOUSE CAT
  - 作詞：MEGUMI、作曲：佐藤英敏、編曲：五島翔
  - OVA《萬能文化貓娘DASH!》片頭曲
2. 幸福是一點一點堆積起來的
  - 作詞・作曲：MEGUMI、編曲：岩本正樹
  - OVA《萬能文化貓娘DASH!》片尾曲
3. A HOUSE CAT （Karaoke）
4. 幸福是一點一點堆積起來的（Karaoke）

## 收錄專輯
- A HOUSE CAT
《VINTAGE S》（原創專輯中未收錄）
- 幸福是一點一點堆積起來的
《center color》